# Alfred Mitchell-Innes
Alfred Mitchell-Innes (30 juin 1864 – 13 février 1950) est un diplomate et économiste britannique. 

## Carrière
Ayant reçu une éducation privée, il entre dans le service diplomatique britannique en 1890 et est affecté au Caire en 1891. En 1896, il est devenu le conseiller financier de Rama V roi du Siam. En 1899 il a été nommé sous-secrétaire d'État pour la finance en Égypte puis est devenu conseiller à l'ambassade du Royaume-Uni à Washington de 1908 à 1913. Il a aussi été ministre en Uruguay de 1913 à 1919 avant de prendre sa retraite.
Durant son séjour aux États-Unis à Washington, il a écrit deux articles sur la monnaie et le crédit pour The Banking Law Journal. Les thèses du premier, « What is Money? », ont été favorablement commentées par John Maynard Keynes, dans la revue Economic Journal, ce qui a mené à la publication du second article, « Credit Theory of Money ». Ses théories, qui contredisaient de manière argumentée celles d'Adam Smith, ont été longtemps ignorées jusqu'à ce qu'elles soient redécouvertes après les crises des dettes nationales et internationales.